# Bazilika Seslání Ducha svatého
Bazilika Seslání Ducha svatého (starší název Chrám svatého Ducha) je řeckokatolický chrám při klášteře redemptoristů v Michalovcích na Slovensku. Má hodnost baziliky minor.
Chrám byl postaven v neobyzantském slohu v letech 1934-1935. Po dokončení ho 29. září 1935 posvětil mukačevský biskup Alexander Stojka spolu s vladykou Nikolajem Čarneckým, CSsR (1884-1959) z Kovelu. Architektonický návrh interiéru pochází od Volodymyra Sičynského. Ikony pro chrám vytvořil Josef Bokšay.
V letech 1950-1990, během pronásledování řeckokatolické církve, chrám získala do užívání pravoslavná církev. Stal se katedrálou nově vytvořené michalovské pravoslavné eparchie. Po roce 1990 byl vrácen zpět řeckokatolíkům.
V chrámu se nacházejí pozůstatky blahoslaveného Metoděje Dominika Trčky. Hlavní poutě se zde konají na svátek sestoupení Ducha svatého a 25. srpna, na svátek redemptoristy mučedníka Metoděje D. Trčky.
Na začátku března 2012 bylo oznámeno, že chrámu bude udělen titul bazilika minor. Veřejné prohlášení baziliky se uskutečnilo 27. května 2012.
Chrám není farním chrámem, protože ve městě je i farní chrám Chrám Narození Přesvaté Bohorodičky.